# Терн, Юнас
Ю́нас Ма́гнус Терн (швед. Jonas Magnus Thern; родился 20 марта 1967 года в Фальчёпинге) — шведский футболист, опорный полузащитник. Был капитаном сборной Швеции в 1990—1997 годах. После завершения игровой карьеры работал тренером (на разных уровнях), экспертом на телевидении, занимался предпринимательством. С 13 июля 2016 года работает скаутом в штабе главного тренера сборной Швеции Янне Андерссона.

## Игровая карьера

### Стиль игры
Отличался низким центром тяжести, благодаря которому у Юнаса было сложно отобрать мяч. Выступал на позиции опорного полузащитника, но в некоторых матчах (в частности, в своём дебютном матче за сборную) играл правого полузащитника. Считался жёстким и трудолюбивым футболистом.

### Клубная карьера
Воспитанник клуба «Вернаму» из одноимённого городка. С 1985 года выступал за «Мальмё» под руководством Роя Ходжсона.
В 1989 году перешёл в португальский клуб «Бенфика». Главным тренером «Бенфики» был назначен Свен-Ёран Эрикссон, а среди игроков были бывшие партнёры Терна по «Мальмё» Матс Магнуссон (в «Бенфике» с 1987 года) и Стефан Шварц (перешёл в «Бенфику» в 1990 году). В финале Кубка европейских чемпионов 1989/90 Терн и Магнуссон отыграли по 90 минут, «Бенфика» проиграла со счётом 0:1.
Летом 1992 года перешёл в итальянский клуб «Наполи». Дебютировал в Серии А 6 сентября 1992 года в матче против «Брешии», игра завершилась со счётом 0:0.
В конце карьеры страдал от тяжёлой травмы колена. В начале сентября 1998 года был прооперирован и с тех пор не играл. В середине апреля 1999 года объявил о завершении карьеры.

### Карьера в сборной
Дебютировал в сборной 14 октября 1987 года в товарищеском матче с командой ФРГ. По словам главного тренера сборной Улле Нурдина, когда он подошёл к Юнасу, чтобы выпустить его на замену, Юнас спросил, против кого они играют. Выступал на Олимпийских играх 1988 года в Сеуле. В первом матче игр, против Туниса, забил гол на 44-й минуте и был удалён с поля на 73-й минуте. Вернулся в игру в четвертьфинале против Италии, Швеция проиграла в овертайме.
На чемпионате мира 1990 года в Италии отыграл 2 первых матча, против Бразилии и Шотландии. В первой игре был капитаном, в отсутствие Гленна Хюсена. Оба матча Швеция проиграла со счётом 1:2. На домашнем для Швеции чемпионате Европы 1992 года был капитаном и отыграл без замен все 4 матча, Швеция дошла до полуфинала.
На чемпионате мира 1994 года в США также был капитаном. Все 3 групповых матча отыграл без замен. В игре 1/8 финала был заменён на 70-й минуте на Хокана Мильда. В четвертьфинале против Румынии не играл. В полуфинале против Бразилии вышел в стартовом составе и был удалён с поля на 63-й минуте, после чего Швеция пропустила гол и проиграла со счётом 0:1. Юнас Терн стал первым шведским футболистом, удалённым в полуфинале чемпионата мира (для Швеции этот полуфинал был 4-м).
Ушёл из сборной в 1997 году после того, как Швеция не смогла пробиться на чемпионат мира 1998. Последним матчем Терна за сборную стала отборочная игра к этому чемпионату против Латвии 10 сентября 1997 года.

## Тренерская карьера
По окончании игровой карьеры вернулся в родной клуб «Вернаму» в качестве тренера. В 2000 году команда заняла 2-е место в своей зоне 4-го по уровню дивизиона и в плей-офф завоевала право выступать в 3-м по уровню дивизионе в 2001 году. В 2001 году «Вернаму» занял 8-е место в своей зоне 3-го по уровню дивизиона.
В 2002—2003 годах был главным тренером клуба «Хальмстад», выступавшего в лиге Аллсвенскан. 21 сентября 2001 года было объявлено о подписании контракта сроком с 1 ноября 2001 года до 31 декабря 2004 года между Юнасом и «Хальмстадом». До Юнаса главным тренером «Хальмстада» в течение 6 лет был Том Праль; помощником главного тренера и при Томе Прале, и при Юнасе Терне был Янне Андерссон. В 2016 году Янне Андерссон стал главным тренером сборной Швеции, а Юнас Терн и Том Праль вошли в его штаб в качестве скаутов. Вместе с Юнасом из «Вернаму» в «Хальмстад» перешли 2 20-летних футболиста, Патрик Ингельстен и Магнус Андерссон. В 2002 году «Хальмстад» занял 6-е место, а в 2003 — 9-е. 9 октября 2003 года Юнас Терн объявил о своей отставке по окончании сезона. Преемником Юнаса в качестве главного тренера «Хальмстада» стал Янне Андерссон.
С 2004 года работал детским тренером.
13 июля 2016 года Юнас Терн присоединился к штабу главного тренера сборной Швеции Янне Андерссона в качестве скаута.
Своими учителями в тренерском искусстве Юнас Терн называл Роя Ходжсона и Свена-Ёрана Эрикссона. Юнас сказал о них следующее:

Больше всех меня научил Рой: современной игре в обороне, высокому прессингу и системе «4-4-2», которая (в немного облагороженном виде) поныне остаётся почвой, на которой зиждется шведский футбол.Оригинальный текст (швед.)Den som lärde mig mest var Roy. Det moderna försvarsspelet, bollpressen och 4-4-2-systemet som, med lite förädling, än i dag är den grund som svensk fotboll står på.

В то же время Свеннис был лучшим тренером. Он невероятно умел находить быстрые решения по ходу игры.Оригинальный текст (швед.)Samtidigt är Svennis den som var den bästa coachen. Han var otrolig på att finna snabba lösningar mitt under matcherna.

## Достижения
- Бронзовый призёр чемпионата Европы 1992
- Третий призёр чемпионата мира 1994
- Чемпион Швеции (2 раза): 1986, 1988
- Обладатель Кубка Швеции (2 раза): 1985/86, 1988/89
- Чемпион Португалии 1990/91
- Финалист Кубка европейских чемпионов 1989/90
- Чемпион Шотландии 1998/99
- Лучший шведский футболист года 1989

## Карьера вне поля
В 2004 году работал футбольным экспертом на 3-м телеканале.
В начале XXI века (в частности, в 2003—2004 годах) руководил хостелом рядом с Вернаму.

## Семья
Женат на Анн-Софи Хильдинг, она моложе мужа на 2 года, у пары двое детей: дочь Алисия (младшая) и сын Симон (старший), также ставший футболистом. Для себя и семьи Юнас в 1996 году купил усадьбу рядом с Вернаму за 3,5 млн крон.